# Neijia
Nèi jīa (內家, lit. "internal family") este un termen folosit în artele marțiale chinezești pentru a caracteriza stilurile interne, adică acele stiluri care pun accent pe folosirea energiei interne (nèi jìng (內勁, lit. "putere interna") a corpului în locul forței fizice și vitezei folosite în stilurile externe. Caracteristice stilurilor interne sunt înrădăcinarea puternică și folosirea contraforțelor create de picioare, corp și de brațe pentru a unifica forța întregului corp, acesta acționând ca o singură unitate.
Stilurile interne sunt în general asociate cu mănăstirile taoiste din zona Wudangshan.
Principalele stiluri interne chinezești sunt Taijiquan, Xingyiquan și Baguazhang, cărora se adaugă și Liuhebafa, Bak Mei Pai, Bok Foo Pai și Yiquan.
Puterea internă, Nèi jìng, se dezvoltă folosind exerciții numite "nèigōng" (內功) sau exerciții interne, spre deosebire de exercițiile externe, "wài gōng" (外功).
Una din particularitățile stilurilor interne este că practicarea lor, pe lângă îmbunătățirea forței și agilității practicantului, îl ajută pe acesta să se încarce cu energie, contribuind astfel la îmbunătățirea sănătății întregului organism. Tai Chi (Taijiquan), de exemplu, este practicat astăzi în toată lumea occidentală atât ca artă marțială cât și ca practică pentru sănătate. Multe școli care pun accentul pe partea marțială sunt critice la adresa școlilor care pun accentul doar pe sănătate, acuzându-le că nu ar preda corect principiile. Dar de fapt, aceleași principii de practică ar trebui să fie urmate de toți practicanții, indiferent care este scopul practicii.